# Гусяна
Гусяна или гусянка — грузовое судно (барка), предназначенное для перевозки различных грузов.
Данные суда взводились вверх по течению реки посредством лошадей на бичевой тяге. На парусах же и веслах суда сплавлялись только по течению реки.
Гусянки первоначально и с давних времен строились на реке Гусь в Касимовском уезде Рязанской губернии, отчего и получили своё название. В 19 веке строились на реках Унжа, Ока и на Волги в районе Нижнего Новгорода. Данные суда были предназначены для плавания во все время навигации, по рекам маловодным. Их строили так, чтобы они при наименьшей осадке, поднимали большой груз. В этих целях их делали весьма легкими и придавали значительную ширину и длину, плоское дно и низкие борта. Нос и корма гусянки тупо загнуты, дек (палуба) покрывала лодку только у кормы, которая несколько возвышалась над боками. Мачта в одно дерево ставилась в самой середине судна и к ней прикрепляется бичевая снасть. При попутном ветре иногда подымался небольшой парус, ускоряющий плавание. Вообще, гусянки были очень неповоротливы и при сильном ветре обыкновенно останавливались у берегов. Лес, на их постройку употреблялся еловый.
Гусянки имели следующие параметры: длина в саженях от 29 до 33, ширина в аршинах от 19 до 23, высота боковых стен в четвертях — от 4 до 5, грузоподъёмностью в пудах груза — от 20 тыс. до 35 тыс., количество лошадей для взвода судов — от 30 до 36. Цена гусянки по курсу 1860 года составляла — от 500 руб. до 880 рублей. В 20-х годах XX века по рекам ходили и более крупные гусянки длиной до 90 метров и грузоподъёмностью до 800 тонн. Этот тип грузовых судов получил широкое распространение из-за своей простоты при строительстве и удобной возможности разгрузки и погрузки.
Против течения такое судно, как правило, поднималось с помощью конной тяги.